# 胡家驊
胡家驊（英語：Wilson Woo Ka Wah，1961年6月3日—2017年2月23日），香港男商人，騏利企業負責人，中環士丹利街騏利大廈的大業主。2008年東華三院前任總理，香港馬主，而2008年Mercedes-Benz香港打吡大賽冠軍喜蓮福星是其香港賽馬會的賽馬。

## 生平
胡家驊是「喜蓮牌」電髮產品品牌創辦人胡兆熾家族後人，父親是胡寶星，母親是胡方雪芬。胡家驊上有兄長胡家驥，下有兩弟胡家驃及胡家驄和一妹胡家雯。他於1973年至1975年就讀英國薩塞克斯郡 Newlands School（初中，2014年停辦），1975年至1980年入讀 Lancing College（高中）。後來於1981年至1985年負笈美國，修讀南加州大學學士學位。回港後，他除了經營生意之外，亦於1989年至1992間擔任香港南華體育會足球部副主任，1994年開始參與東華三院總理會所社交組織的工作。2017年2月23日，胡家驊於睡夢中離世，終年55歲。張學友、許晉亨、施榮懷、周文曦等生前好友為他扶靈。此外他生前曾是多寶誠有限公司、騏利洋行有限公司、騏利實業有限公司以及芳芬有限公司的董事，又曾開設日本菜餐廳。

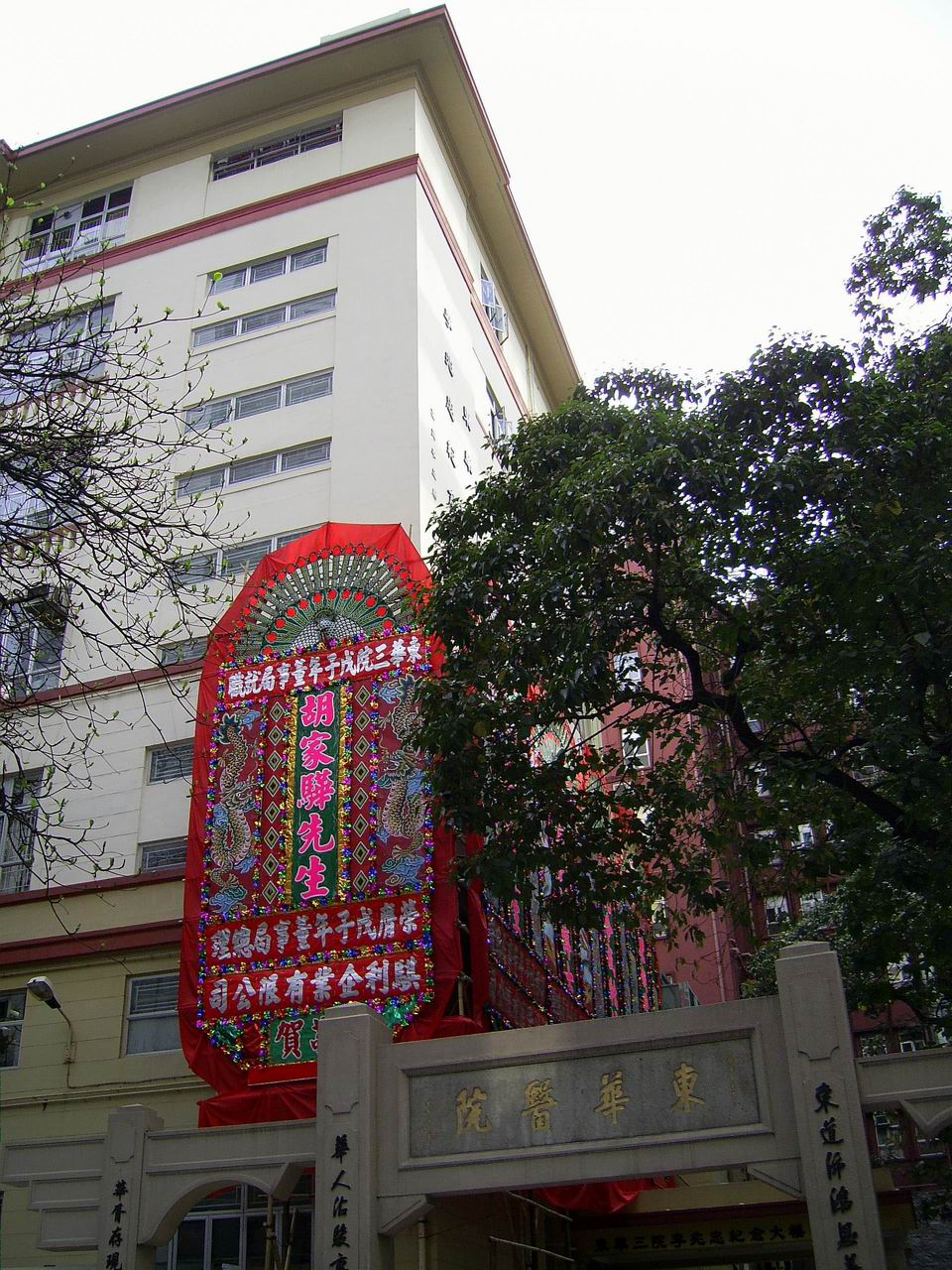
東華三院新任總理胡家驊花牌

## 個人生活
胡家驊於1993年與前歌手及香港小姐吳婉芳在英國註冊結婚，婚後有兩子一女：胡智略、胡智同、胡智晴。

## 参看
- 上流社會
- 香港打吡大賽
- 香港經典一哩賽
- 胡兆熾家族
- 胡關律師行